# Heriades mundulus
Heriades mundulus är en biart som beskrevs av Cockerell 1920. Heriades mundulus ingår i släktet väggbin, och familjen buksamlarbin. Inga underarter finns listade i Catalogue of Life.